# Alfie Jones
Alfie Charles Jones (Bristol, 7 ottobre 1997) è un calciatore inglese, difensore dell'Hull City.

## Caratteristiche tecniche
Jones è un difensore centrale, in grado di agire da centrocampista.

## Carriera
Muove i suoi primi passi nelle giovanili del Southampton. Dopo alcune esperienze in prestito al St. Mirren – nel campionato scozzese – e al Gillingham, il 4 settembre 2020 viene tesserato dall'Hull City, firmando un contratto annuale. Archiviata la promozione in Championship, il 9 giugno 2021 rinnova il proprio accordo fino al 2023, con opzione di prolungamento fino al 2024.

## Statistiche

### Presenze e reti nei club
Statistiche aggiornate al 4 maggio 2024.
| Stagione         | Squadra          | Campionato       | Campionato | Campionato | Coppe nazionali | Coppe nazionali | Coppe nazionali | Coppe continentali | Coppe continentali | Coppe continentali | Altre coppe | Altre coppe | Altre coppe | Totale | Totale |
| Stagione         | Squadra          | Comp             | Pres       | Reti       | Comp            | Pres            | Reti            | Comp               | Pres               | Reti               | Comp        | Pres        | Reti        | Pres   | Reti   |
| ---------------- | ---------------- | ---------------- | ---------- | ---------- | --------------- | --------------- | --------------- | ------------------ | ------------------ | ------------------ | ----------- | ----------- | ----------- | ------ | ------ |
| 2018-gen. 2019   | St. Mirren       | SP               | 14         | 1          | SC+CdL          | 0+1             | 0               | -                  | -                  | -                  | -           | -           | -           | 15     | 1      |
| gen.-giu. 2019   | Southampton      | PL               | 0          | 0          | FACup+CdL       | 0               | 0               | -                  | -                  | -                  | -           | -           | -           | 0      | 0      |
| 2019-2020        | Gillingham       | FL1              | 30         | 2          | FACup+CdL       | 4+1             | 0               | -                  | -                  | -                  | FLT         | 0           | 0           | 35     | 2      |
| 2020-2021        | Hull City        | FL1              | 31         | 0          | FACup+CdL       | 2+2             | 0               | -                  | -                  | -                  | FLT         | 4           | 0           | 39     | 0      |
| 2021-2022        | Hull City        | FLC              | 23         | 1          | FACup+CdL       | 0               | 0               | -                  | -                  | -                  | -           | -           | -           | 23     | 1      |
| 2022-2023        | Hull City        | FLC              | 40         | 0          | FACup+CdL       | 0+1             | 0               | -                  | -                  | -                  | -           | -           | -           | 41     | 0      |
| 2023-2024        | Hull City        | FLC              | 45         | 1          | FACup+CdL       | 0               | 0               | -                  | -                  | -                  | -           | -           | -           | 45     | 1      |
| Totale Hull City | Totale Hull City | Totale Hull City | 139        | 2          |                 | 5               | 0               |                    | -                  | -                  |             | 4           | 0           | 148    | 2      |
| Totale carriera  | Totale carriera  | Totale carriera  | 183        | 5          |                 | 11              | 0               |                    | -                  | -                  |             | 4           | 0           | 198    | 5      |

## Palmarès

### Club

#### Competizioni nazionali
- Football League One: 1

Hull City: 2020-2021